# Massif forestier du Beaujolais
Le massif forestier du Beaujolais, ou Beaujolais Vert, est un territoire forestier français, se situant à cheval entre les départements du Rhône, de la Loire et de la Saône-et-Loire, à l'intersection des régions Auvergne-Rhône-Alpes et Bourgogne-Franche-Comté. Il se trouve dans les monts du Beaujolais, à l'ouest du vignoble.
La forêt du Beaujolais couvre environ 45 000 ha, dont 38 300 ha dans le département du Rhône, et se caractérise par la prépondérance de résineux, et principalement du douglas, en comparaison des feuillus.
Son point culminant, le mont Saint-Rigaud, est aussi celui du Rhône. Il atteint 1 009 m d'altitude.

## Histoire

### XVIIIeet XIXesiècle: des monts dégarnis
Au XVIIIe siècle, le boisement diminue du fait d'une exceptionnelle densité de population liée à l'activité textile, et la place est majoritairement faite à la culture du seigle et de la petite avoine.
Au XIXe siècle, les bois qui subsistent sont des taillis de hêtre et de chêne, ainsi que du sapin et du pin, naturellement présents sur le territoire. Cependant, la forêt reste très sollicitée pour la production de bois (construction, chauffage) et a du mal à se reconstituer, d'autant que l'agriculture empiète de plus en plus sur les zones boisées.

### XIXesiècle: le début du reboisement
Au cours du XIXe siècle, le comte Gabriel de Saint-Victor (1824-1893) joue un rôle important dans le reboisement. Député monarchiste du Rhône de 1871 à 1876 et propriétaire de 600 ha de terres à Ronno, il encourage la complémentarité entre "culture des bois" et "culture des champs" en prônant l'élevage bovin d'une part, et le reboisement des terres moins fertiles d'autre part. Selon lui, ces deux cultures doivent viser un rendement optimal. La forêt sert même à l'agriculture, car elle assainit l’air, stabilise les températures, freine le ruissellement et l’érosion du sol.
Le reboisement commence vers 1840 avec la plantation majoritaire de résineux, choisis pour leur compatibilité avec les conditions naturelles locales et pour leur qualité de bois. Les essences phares sont alors le sapin pectiné, l'épicéa, le mélèze et certains pins (sylvestre, laricio, et pin d'Autriche).
Le douglas ne fait son apparition que plus tard : le comte Emmanuel Berger du Sablon (1836-1892) est célèbre pour avoir planté les premiers douglas de la région, en 1872. Héritier du château de Claveisolles et grand propriétaire forestier, il boise avec son père plus de 200 ha de "terres vagues" et publie le récit détaillé de cette entreprise.
Vers le début du XXe siècle, les résineux arrivent à l'âge adulte et commencent à s'imposer sur les monts du Beaujolais. Ils donnent au paysage une apparence plus forestière et montagnarde, ce qui devient un atout touristique et attire la bourgeoisie lyonnaise, qui possède quelques résidences aux alentours.

### XXesiècle: un reboisement propulsé par le Rhône
Dans les années 1860, le conseil général du Rhône décide de boiser 12 000 ha sur les reliefs du département. Pour pousser les propriétaires et communes à sauter le pas, il crée plusieurs pépinières qui distribuent des plants gratuitement (les pépinières de Saint-Appolinaire et Vauxrenard en 1963, puis le site de repiquement à Claveisolles en 1881). Ce sont d'abord les grands propriétaires qui se lancent, rejoints petit à petit par de plus en plus de personnes pendant l'exode rural. En effet, on cherche à trouver de nouvelles utilités aux terres médiocres en investissant dans le bois.
Malgré cela, le reboisement progresse moins vite que l'abandon des terres. Au début des années 1930, le conseil général du Rhône, propulsé par Laurent Bonnevay (1870-1957), essaie alors de se constituer son propre patrimoine forestier dans le Haut-Beaujolais, où il y a jusqu'ici très peu de forêt publique. L'objectif est de disposer d'un espace d'expérimentation et de démonstration, de protéger le vignoble de la grêle et d'améliorer le régime des eaux, de préparer de futures ressources financières et d'améliorer le tourisme.
Aujourd'hui, la forêt départementale du Rhône s'étend sur 1 800 ha de forêt au total, dont la moitié se trouve sur le massif du Beaujolais.
Dans les années 1950, l'état veut soutenir les régions touchées par l'exode rural et augmenter la production de bois grâce à la constitution d'un Fonds Forestier National. Avec les subventions, le douglas se développe dans plusieurs régions de France, et notamment dans le Beaujolais. Il présente en effet de nombreux avantages : résistance aux insectes, qualités mécaniques et une remarquable vitesse de croissance s'il est cultivé dans de bonnes conditions.

### Activité économique depuis le XXesiècle
Jusqu'aux années 1970, les travaux forestiers consistaient surtout en un travail de plantation sur des parcelles agricoles. Puis, d'autres travaux sont devenus nécessaires à l'entretien des forêts pour générer du bois de qualité : des élagages, des éclaircies, etc. Sur le territoire un centre de formation aux métiers du bois ( Maison Familiale Rurale des 4 vallées) et une coopérative forestière (aujourd'hui COFORET) voient le jour.
Au cours du temps, les outils de travail se sont modernisés, puisqu'on passe des haches et des scies aux tronçonneuses puis aux abatteuses.
Aujourd'hui, les entreprises de travaux forestiers sont « des prestataires de services qui réalisent des travaux de sylviculture-reboisement et/ou d'exploitation pour le compte de propriétaires forestiers, de coopératives, de négociants, de scieries, de l'Office National des Forêts, etc. ».
En 2012, l'INSEE recensait plus de 1500 personnes travaillant dans la filière bois du Beaujolais Vert dans le Rhône, et parmi elles :
- Plus de 600 personnes travaillant dans la sylviculture et l'exploitation forestière,
- Une centaine dans les premières transformation (scierie),
- Plus de 500 dans les secondes transformations (menuiserie, charpente, emballage).

### 1999: La tempête du siècle
En décembre 1999, deux tempêtes frappent la France. La première, appelée Lothar, sévit le 26 décembre 1999. La seconde, appelée Martin, sévit le lendemain, le 27 décembre 1999. Ces deux tempêtes sont souvent surnommées « la tempête du siècle ».
Outre les dégâts matériels importants, la puissance des vents détruit une partie de la forêt du Beaujolais. La région Rhône-Alpes est la sixième région la plus touchée au niveau forestier : le volume des chablis (arbres renversés par un phénomène naturel) est estimé à 6 570 000 m3 par l'inventaire forestier national, dont 1 928 295 m3 dans le Rhône, 3 146 304m3 dans la Loire et 694 228m3 en Saône-et-Loire.
Les monts du Beaujolais accusent le coup. En effet, ils représentent plus de 50% de la surface forestière départementale, et ils supportent à eux seuls 90% des dégâts des tempêtes dans la forêt du Rhône. 16% de la surface du massif est sinistrée de façon importante, ce qui représente 19% du volume de bois total. La forêt publique, plus fournie en résineux et située majoritairement sur les crêtes, est particulièrement touchée, et les dégâts sont supérieurs à 50% du volume de bois.
Le déblayage des routes demandera plusieurs semaines, et le nettoyage de la forêt prendra plusieurs années. Aucun décompte officiel n'est alors communiqué, mais les forestiers de l'époque estiment qu'une centaine de bûcherons sont décédés en France au cours de ces travaux. En effet, les arbres cassés, déracinés et entremêlés rendaient les opérations particulièrement dangereuses. En 2004, un mémorial est inauguré à Grandris en mémoire de ces travailleurs de l'ombre par 43 professionnels, coordonnés par l'Observatoire des Métiers de la Scierie. Il est rénové en 2023 par Fibois 69, l'interprofession de la filière forêt-bois du Rhône.
Après cette tempête, de nombreuses aides sont déployées afin que les propriétaires (publics ou privés) puissent régénérer leurs forêts. La forêt est reconstituée via différentes techniques : plantation, enrichissement ou régénération naturelle. Ce sont principalement les forêts de résineux qui sont replantées.
Avant la tempête, dans le massif du Beaujolais, les forêts résineuses étaient constituées à 50% de douglas. Après la tempête, les propriétaires replantent des douglas, que ce soit pour sa qualité de conservation, son prix de vente ou son coût d'entretien. Si, en forêt publique, 40% du reboisement passe par la plantation de douglas, on observe que 90% du reboisement en forêt privée passe par la plantation de cette essence. Ainsi, le douglas explose, et sa monoculture est largement favorisée, au point que dans les années 2010, on retrouve 85% de jeune peuplements de douglas sur le massif du Beaujolais.

### De nouveaux enjeux pour le XXIe siècle

#### Adaptation au changement climatique
Le massif forestier du Beaujolais est l'héritage d'une politique d'aménagement visant la production de bois et la création de revenus complémentaires pour les populations rurales locales. Il est composé majoritairement de futaies résineuses régulières (douglas et sapins).
Aujourd'hui, les effets du changement climatique se ressentent dans le massif du Beaujolais. Les épicéa et sapins souffrent de la sécheresse et d'épidémies de ravageurs (hylobe, scolytes...).
Pour s'adapter au changement climatique, le massif tend vers une diversification de ses méthodes de sylviculture. En effet, l'ONF et le Centre National de la Propriété Forestière (CRPF), cofinancés par la Direction régionale de l'Alimentation, de l'Agriculture et de la Forêt (DRAAF), créent actuellement un catalogue des initiatives sylvicoles face aux évolutions climatiques, afin de promouvoir des techniques de sylviculture alternative (régénération naturelle, irrégularisation des futaies, diversification des essences, etc.) en Auvergne-Rhône-Alpes. Un programme d'aide aux propriétaires forestiers du massif du Beaujolais pour les aider à adapter leurs forêts au changement climatique à également été lancé fin mai 2023.

#### Accueil du public
Si 96 % de la forêt du Beaujolais est privée, divers espaces destinés à l'accueil du public se développent. Un des exemples majeur de ce massif est la forêt des expériences dans la forêt départementale de la Cantinière. De nombreux itinéraires de randonnées sont également développés sur le territoire.

## Géographie

### Administration
Le département du Rhône est le premier propriétaire du massif du Beaujolais. Historiquement, ces forêts départementales étaient gérées par les Eaux et Forêts, depuis 1964, elles sont gérées par l'Office National des Forêts (ONF).
Cependant 96% de la forêt du Beaujolais est privée : 14 000 propriétaires sont recensés, la moitié d'entre eux possédant moins d'un hectare de terres. Ces propriétaires peuvent disposer de conseils auprès du Centre National de la Propriété Forestière (CNPF) pour gérer leurs forêts.

### Principales essences
Le massif forestier du Beaujolais est constitué de 71% de résineux, dont la moitié sont des douglas, et 29% de feuillus.
Liste des principales essences :
- Douglas
- Sapin pectiné
- Pin sylvestre
- Épicéa commun
- Chêne (pubescent, pédonculé, rouvre)
- Hêtre commun
- Châtaignier commun
- Érable sycomore
- Frêne élevé

Les épicéa et les sapins, autrefois majoritaires dans le massif du Beaujolais, souffrent de la sécheresse qui s'aggrave avec le réchauffement climatique. Ces arbres affaiblis sont ensuite attaqués par le scolyte, un insecte cambiophage (qui se nourrit dans le tissu situé entre l'écorce et l'aubier). Le paysage vert du massif de Beaujolais se parsème alors de résineux aux aiguilles rouges qui témoignent de leur dépérissement.

### Géologie
Bien que le Beaujolais soit principalement connu pour ses vins, son territoire, incluant le massif forestier, présente une diversité géologique riche et complexe valorisée au travers du label Beaujolais – Géoparc mondial UNESCO.
Le Beaujolais vert est principalement localisé sur des roches datées du Carbonifère. Il s’agit de roches magmatiques (ignimbrites, granites), témoignant à la fois d’une activité volcanique passée et d’une cristallisation de magma en profondeur, contemporaines de la formation de la chaîne hercynienne.